# Wiwaxia
Genre
Espèces de rang inférieur
- † W. corrugata (Matthew, 1899)
- † W. foliosa Yang  et al., 2014
- † W. herka, Morris et al., 2015[1]
- † W. taijiangensis Zhao, Qian & Lee, 1994

Wiwaxia  est un genre éteint d'animaux fossiles du Cambrien connu principalement par ses restes retrouvés dans les schistes de Burgess au Canada datés du Cambrien moyen, il y a environ 505 Ma (millions d'années). 
Ce bilatérien a aussi été trouvé en Chine dans les formations de Kaili et de Hongjingshao, dans l'Utah (schistes de Spence,), la Russie, l'Europe de l'Est et en Australie,. Le super-embranchement auquel l'animal appartient est toujours controversé : deutérostomien proche des échinodermes ou lophotrochozoaire proche des mollusques ?

## Description
En 1899, Wiwaxia a été décrit pour la première fois à partir d'une seule épine retrouvée dans des sédiments du Cambrien moyen sur le mont Stephen, qui se trouve de l'autre côté de la vallée du site des schistes de Burgess. Plus tard, en 1909, Charles Doolittle Walcott a découvert dans les schistes de Burgess des spécimens complets avec plusieurs types de sclérites.
Wiwaxia a de longues épines qui se projettent en deux rangées le long du dos, apportant à la créature une protection contre ses prédateurs. Le reste de la partie supérieure du dos est couvert de petites plaques dures qui se chevauchent nommées sclérites. Chaque sclérite est rattachée au corps par une base similaire à une racine et il est supposé que l'animal grossissait avec des mues de ces plaques de temps à autre. Sa bouche avait une sclérite inférieure pourvue de deux rangées de denticules sur la face ventrale, suggérant que pour se nourrir, Wiwaxia « râpait » les substrats marins solides ou bien s'attaquait à des animaux à coquilles.
L'allure générale de l'animal évoque à la fois certaines deimatides abyssales, échinodermes holothuriens, mais aussi, puisqu'il n'avait pas de sclérites sur la face ventrale, certaines limaces de mer et certains chitons, mollusques gastéropodes. Cependant, les mollusques n'ont pas d'armures de sclérites, et l'appartenance de Wiwaxia reste incertaine. Il est également possible que Wiwaxia soit un ver marin annélide ou un groupe-frère de ces derniers. Nick Butterfield, paléontologue de Harvard inspiré par Stephen Jay Gould une dizaine d'années plus tôt, a étudié au microscope des sclérites de Wiwaxia et a découvert que leur microstructure est identique à celle de la chitine des Annélides modernes tel le lombric. Il en conclut que Wiwaxia pourrait bien être un Annélide.